# Paralaksa
Paraláksa (starogrško παραλλαγή, latinizirano: parallagé, dob. 'sprememba') je razlika med dvema kotoma, na primer med vidnim kotom iskala (pri fotoaparatu, kameri) in snemalnim kotom objektiva.
Na sliki je zgled paralakse kot »navideznega gibanja« predmeta glede na oddaljeno ozadje, zaradi premika perspektive. Ko se gleda iz gledišča A, je videti, da predmet leži pred modrim kvadratom. Ko se gledišče spremeni v B, je videti, kot da se je predmet premaknil v ospredje rdečega kvadrata.
Zaradi paralakse lahko nastane tudi tipična naključna napaka (merska napaka).